# Laura Maddox
Laura Maddox (née le 13 mai 1990) est une athlète britannique, spécialiste du 400 mètres.

## Biographie
Elle remporte la médaille d'argent du relais 4 × 400 m lors des championnats d'Europe en salle 2015, à Prague, en compagnie de Kelly Massey, Seren Bundy-Davies et Kirsten McAslan.

### Palmarès
| Date | Compétition                    | Lieu   | Résultat | Épreuve          | Performance   |
| ---- | ------------------------------ | ------ | -------- | ---------------- | ------------- |
| 2015 | Championnats d'Europe en salle | Prague | 2e       | Relais 4 × 400 m | 3 min 31 s 79 |

### Records
| Épreuve | Épreuve   | Performance | Lieu       | Date            |
| ------- | --------- | ----------- | ---------- | --------------- |
| 400 m   | Plein air | 52 s 73     | Genève     | 14 juin 2014    |
| 400 m   | Salle     | 52 s 32     | Birmingham | 21 février 2015 |